# 아레파
아레파(스페인어: arepa)는 베네수엘라, 콜롬비아 등 남아메리카 북부의 전통 옥수수빵이다. 콜럼버스 이전 시대부터 먹던 음식이며, 디아스포라를 따라 중앙아메리카와 카리브 등 다른 라틴 아메리카 지역에도 전파되었다. 멕시코의 고르디타나 엘살바도르의 푸푸사와 비슷하다. 콜롬비아와 베네수엘라의 국민 음식 가운데 하나로 여겨진다.

## 이름
스페인어 "아레파(arepa)"의 어원은 "옥수수"를 뜻하는 쿠마나고토어 "에레파(erepa)"이다.

## 만들기
전통적으로는 옥수수를 갈아 만들었으나, 현대에는 옥수수가루를 쓰는 경우가 많다. 이 경우 물에 소금으로 간을 하고 옥수수가루를 조금씩 부어가며 반죽한다. 반죽을 둥글게 굴려서 납작하게 누른 다음, 그릴에 굽거나 버터 등을 두른 팬에 굽는다. 치즈, 고기, 아보카도, 달걀 등 여러 가지 소를 넣어 먹기도 한다.

## 사진

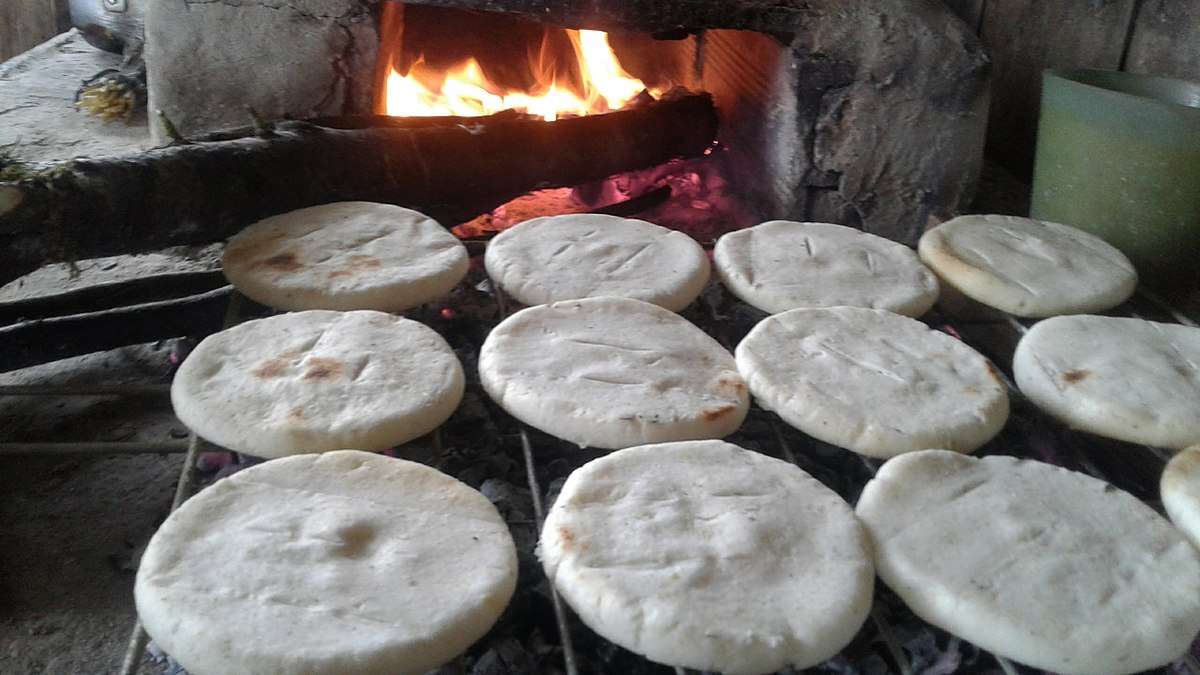
아레파 굽기.
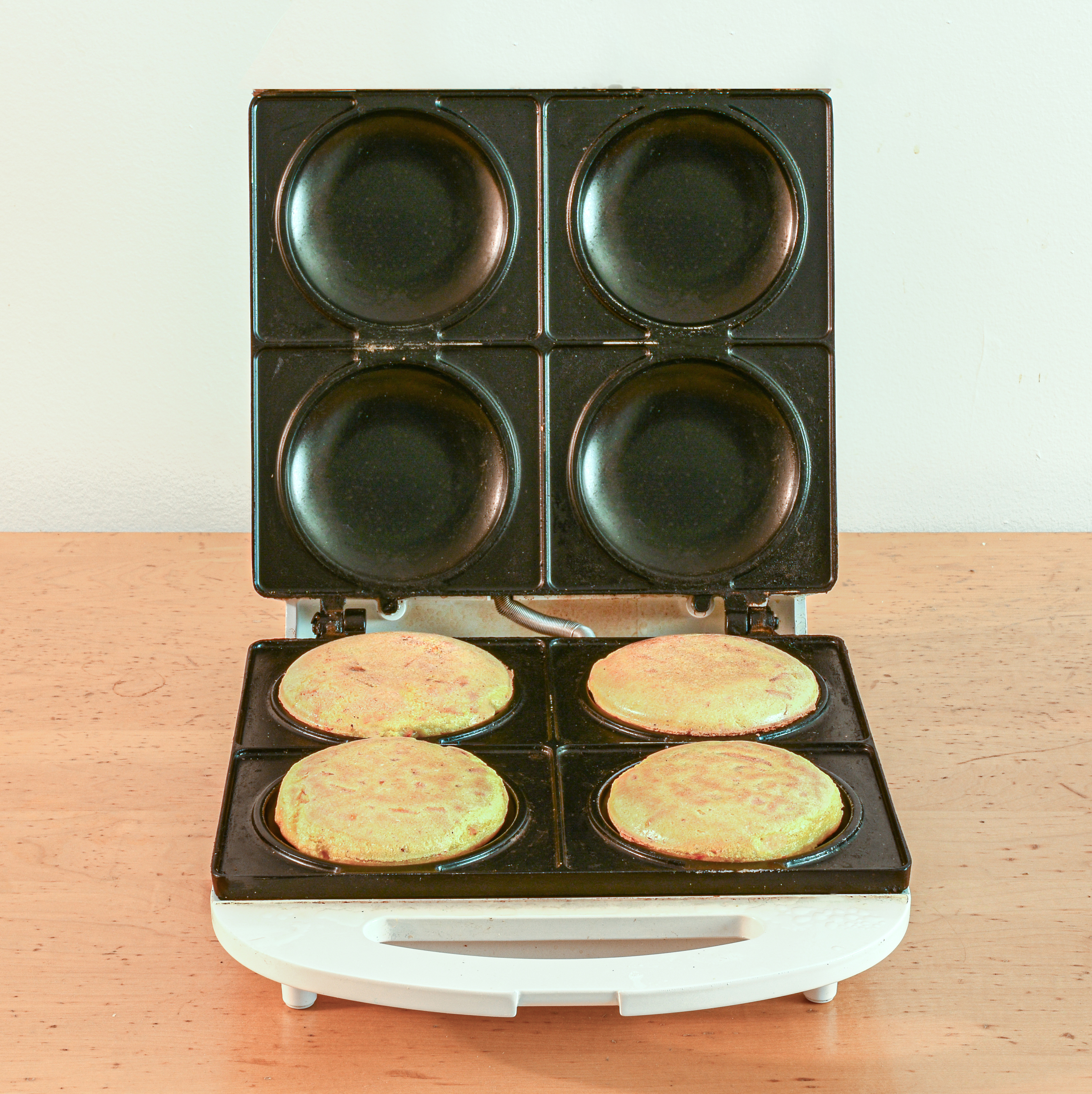
아레파 토스터.
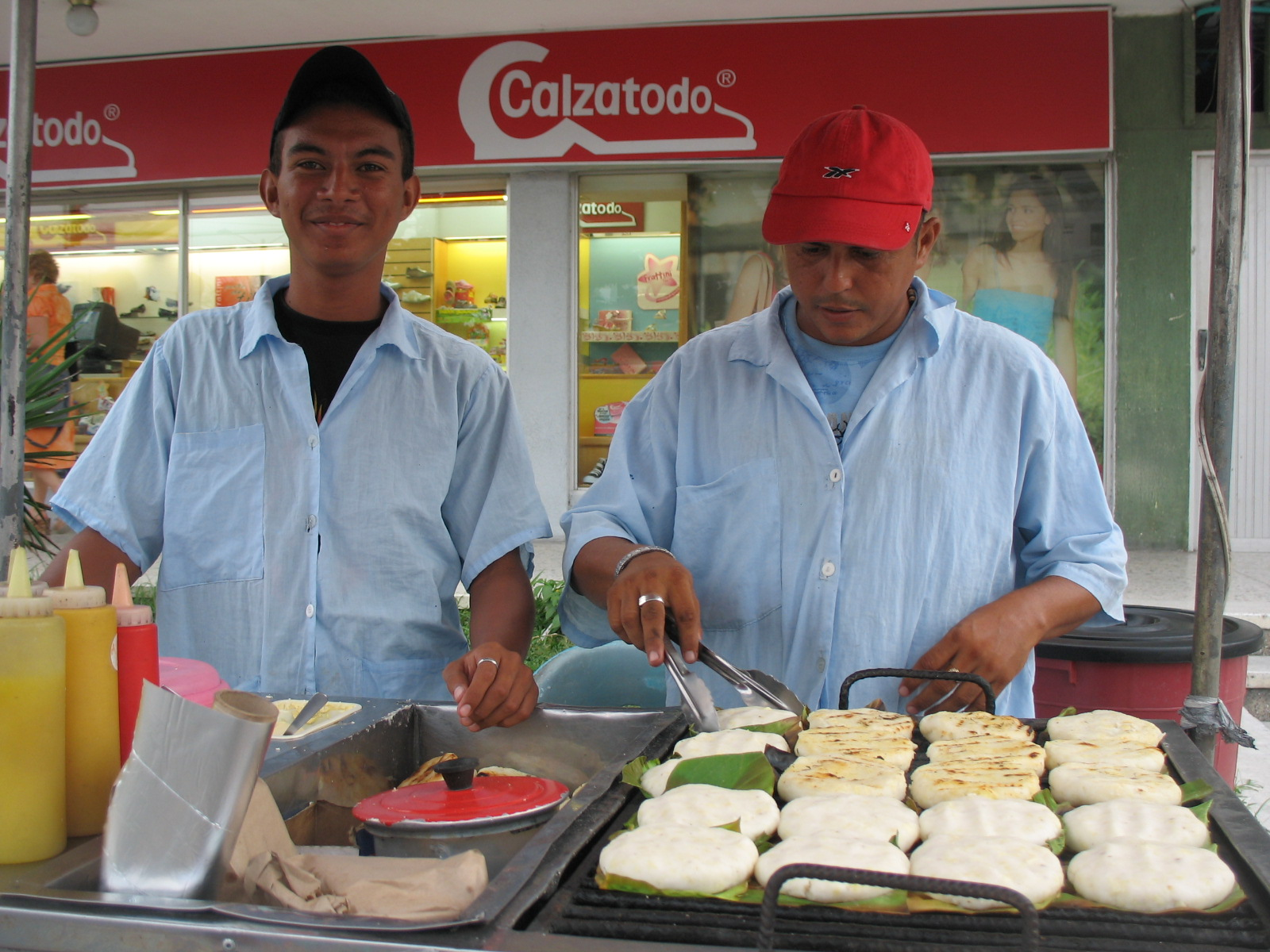
아레파 상인.
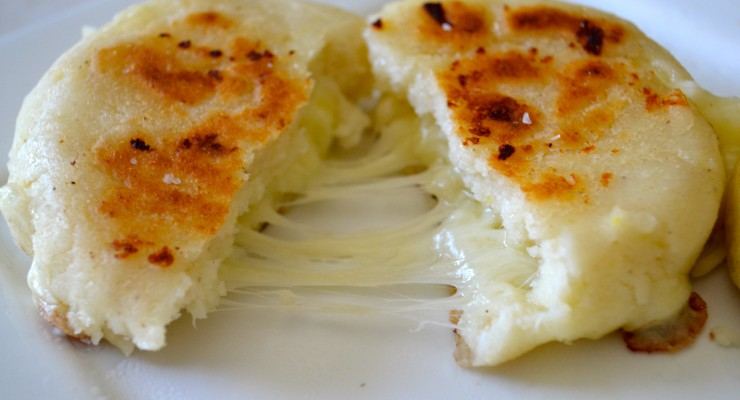
치즈를 넣어 구운 아레파.
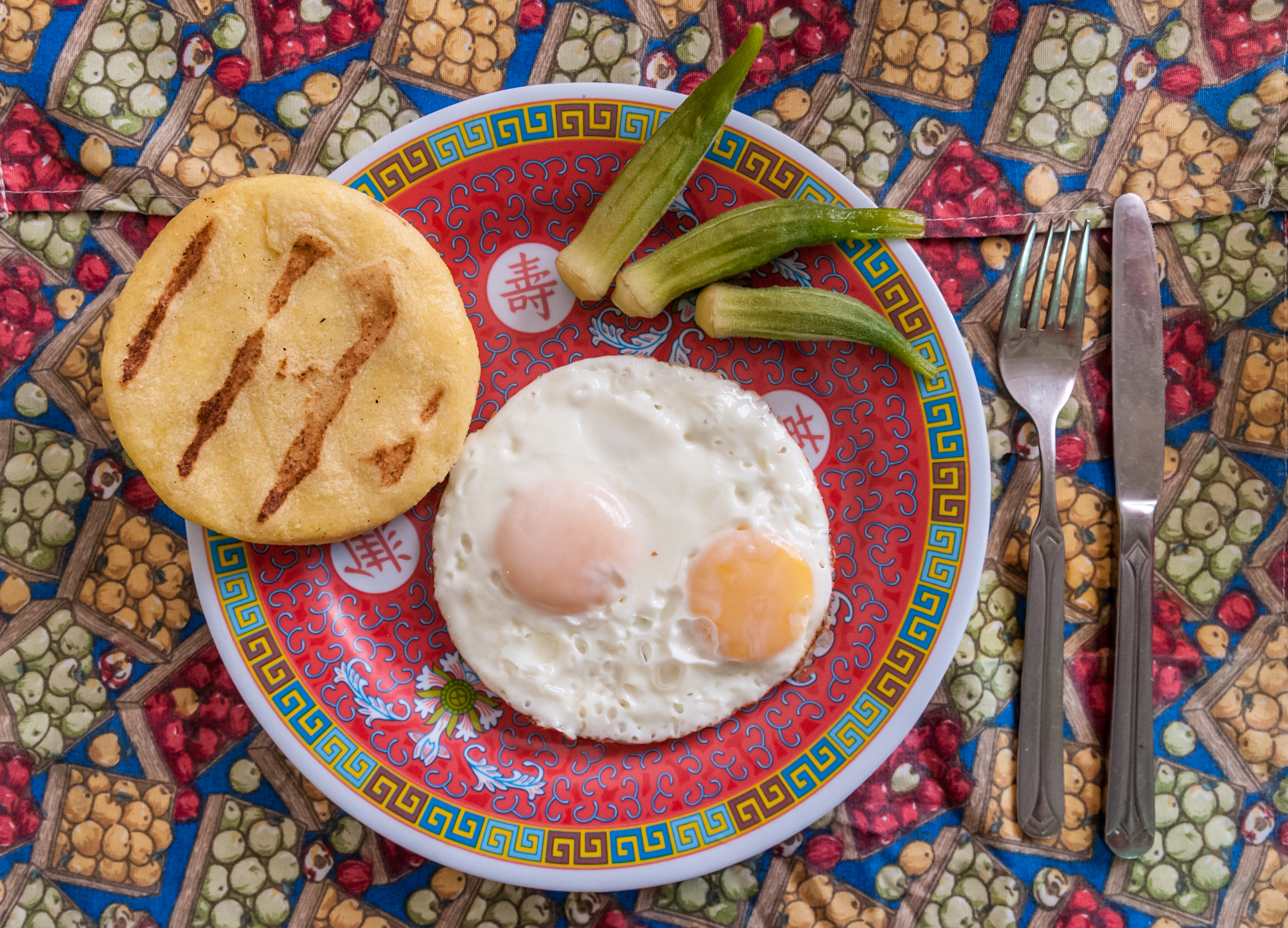
아레파가 있는 베네수엘라식 아침 식사.
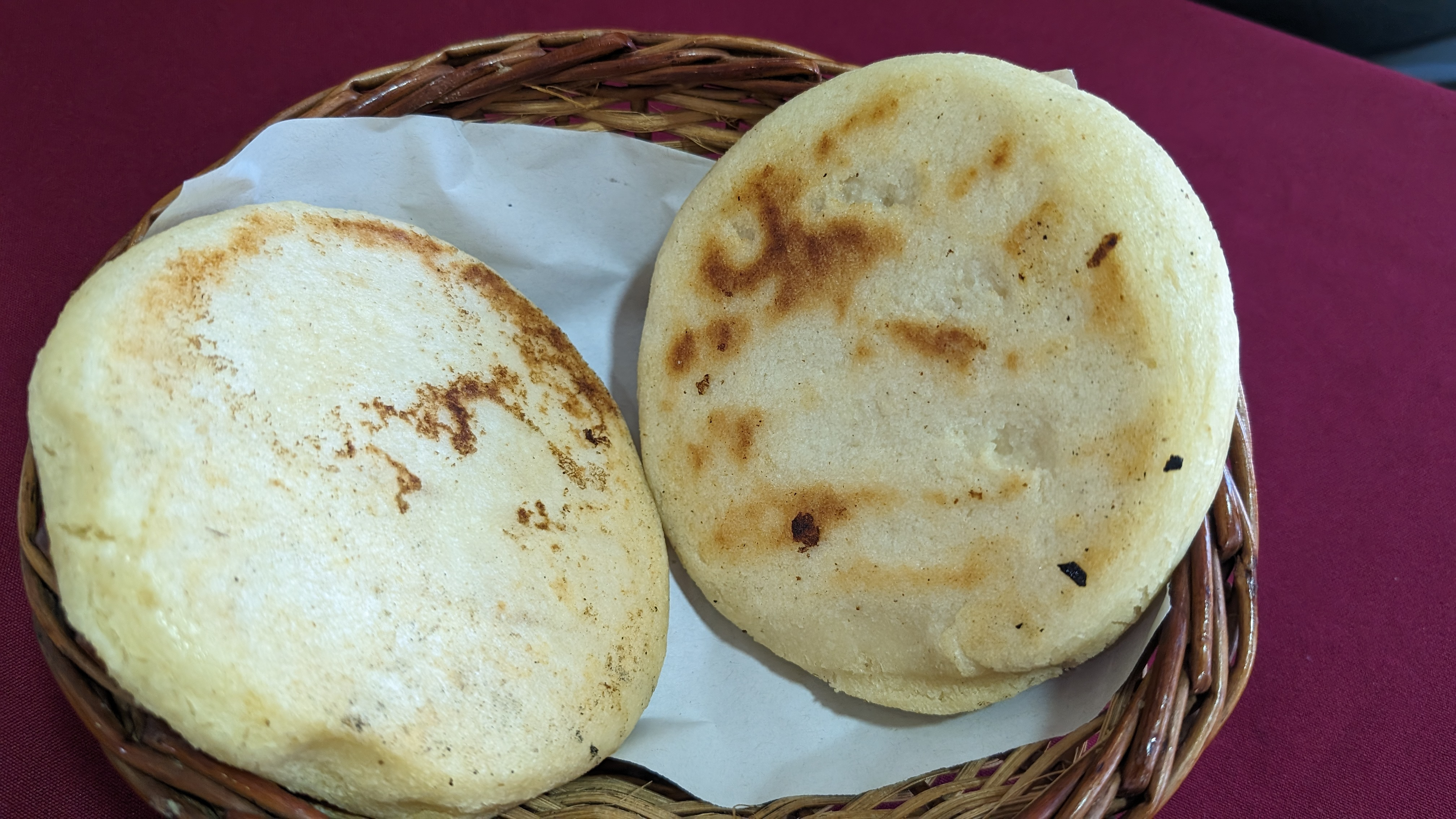
베네수엘라의 아레파스

## 같이 보기
- 고르디타
- 옥수수 토르티야
- 토르티야 (파나마 음식)
- 푸푸사